# Iațiukî, Bohuslav
Iațiukî (în ucraineană Яцюки) este un sat în comuna Isaikî din raionul Bohuslav, regiunea Kiev, Ucraina.

## Demografie
Componența lingvistică a localității Iațiukî
     Ucraineană (100%)
Conform recensământului din 2001, toată populația localității Iațiukî era vorbitoare de ucraineană (100%).